# Pascual Salas Usón
Pascual Salas Usón (Quinto, 17 de maig de 1910 - Castelldefels, 8 d'agost de 1998) fou un futbolista espanyol de les dècades de 1930 i 1940.

## Trajectòria
Va jugar a l'Iberia SC de Saragossa i el 1932 ingressà al Reial Saragossa, club que acabava de néixer. Fitxà pel Futbol Club Barcelona l'any 1933, jugant-hi dues temporades en les quals disputà 32 partits oficials i 20 amistosos, guanyant el Campionat de Catalunya l'any 1935. Just abans de la guerra civil fou jugador de l'Hèrcules CF d'Alacant. Al final de la guerra retornà breument al Reial Saragossa, i a continuació retornà a l'Hèrcules CF, on jugà durant la dècada de 1940.
Jugà amb la selecció catalana dos partits, un d'ells en un Catalunya-Espanya celebrat el 14 de febrer de 1934.

## Palmarès
- Campionat de Catalunya de futbol:
  - 1934-35